# 古神義則
古神 義則（こがみ よしのり、1964年 - ）は、日本の工学者である。宇都宮大学教授。専門は通信工学、電子工学。
1988年、埼玉大学工学部電気工学科卒業。1993年、埼玉大学大学院理工学研究科博士後期課程修了。博士（学術）（埼玉大学）。同年、宇都宮大学工学部助手。2001年より、宇都宮大学工学部電気電子工学科助教授。2007年より准教授。2014年、宇都宮大学教授。

## 論文
- 「銅張り誘電体基板の実効導電率評価に関する検討 (マイクロ波)」（共著,『電子情報通信学会技術研究報告』,113(365),65-70,2013）
- 「遮断円筒導波管法による石英ガラスの複素誘電率の周波数依存性及び温度依存性評価」（共著,『電子情報通信学会論文誌』,J96-C(12),533-540,2013）
- 「C面,A面,R面サファイア基板のミリ波帯における複素誘電率測定」（共著,『電子情報通信学会技術研究報告』,113(142),247-252,2013）
- 「RFテスタ用リフレクトメータのSiP化技術」（共著,『電気学会論文誌』,133(3),450-463,2013）
- 「遮断円筒導波管法用80GHz共振器を用いた誘電体平板の複素誘電率の温度依存性測定」（共著,『電子情報通信学会技術研究報告』,112(312),51-56,2012）
- 「円筒空洞共振器を用いた気体の比誘電率の高精度測定に関する検討」（共著,『電子情報通信学会技術研究報告』,112(251),105-110,2012）
- 「サファイア円板共振器を用いたNRDガイド励振ミリ波帯域通過フィルタに関する検討」（共著,『電子情報通信学会技術研究報告』,111(313),35-40,2011）
- 「低抵抗Si基板上のCBCPW線路の裏面導体構造の検討」（共著,『電子情報通信学会技術研究報告』,110(197),81-84,2010）
- 「遮断円筒導波管法によるアンダーフィル材料の複素誘電率測定に関する検討」（共著,『電子情報通信学会技術研究報告』,110(25),51-54,2010）
- 「WGモード共振器法によるミリ波誘電体基板材料の複素誘電率測定に関する検討」（共著,『電気学会研究会資料』,2010(46),53-58,2010）
- 「二次実装基板の有無を考慮したミリ波表面実装型LTCCパッケージの開発」（共著,『電子情報通信学会技術研究報告』,109(291),69-74,2009）
- 「金属薄膜サブ波長格子から成る偏光子」（共著,『電子情報通信学会論文誌』,109(174),145-150,2009）
- 「MZ型光変調器のバイアス点制御」（共著,『電子情報通信学会論文誌』,J92-C(5),186-187,2009）
- 「3次元電磁界シミュレータによるミリ波CPW構造MMICの不要モードの影響に関する検討」（共著,『電子情報通信学会技術研究報告』,108(311),73-78,2008）
- 「ウィスパリングギャラリー共振器を用いた銅箔挟込誘電体基板と両面銅箔誘電体基板のミリ波帯実効導電率測定と比較による精度向上」（共著,『電子情報通信学会技術研究報告』,107(279),89-94,2007）
- 「プラスチック樹脂基板材料のミリ波複素誘電率測定に関する検討」（共著,『電子情報通信学会技術研究報告』,107(208),1-6,2007）
- 「電磁界シミュレータおよびモード解析を用いたテーパ導波路の伝搬特性に関する検討」（共著,『電子情報通信学会技術研究報告』,107(49),97-102,2007）
- 「電波吸収材体の複素反射係数の一推定法」（共著,『電子情報通信学会論文誌』,J90-C(3),238-242,2007）
- 「誘電体球状共振器を用いた誘電体材料の複素比誘電率の測定法に関する検討」（共著,『電子情報通信学会論文誌』,J90-C(3),216-222,2007）
- 「ミリ波電波吸収材料の複素誘電率測定に関する一検討」（共著,『電子情報通信学会技術研究報告』,106(231),29-34,2006）
- 「WG法による誘電体基板材料のミリ波誘電率測定に関する検討」（共著,『電子情報通信学会技術研究報告』,106(231),25-28,2006）
- 「WGモード誘電体BPFの多段化によるスプリアス特性改善に関する検討」（共著,『電子情報通信学会論文誌』,J88-C(12),1171-1175,2005）
- 「一軸異方性誘電体材料のミリ波複素誘電率測定」（共著,『電子情報通信学会論文誌』,J88-C(12),1106-1113,2005）
- 「電波吸収材料測定のためのスカラ計測による複素反射係数推定法に関する検討」（共著,『電子情報通信学会技術研究報告』,105(400),75-80,2005）
- 「ウィスパリングギャラリーモード誘電体球状共振器の共振特性」（共著,『電子情報通信学会技術研究報告』,J88-C(2),124-126,2005)
- 「異方性誘電体材料のミリ波誘電率測定に関する検討」（共著,『電子情報通信学会技術研究報告』,104(461),37-42,2004）
- 「高誘電率楕円板共振器のウィスパリングギャラリーモード共振特性の解析」（共著,『電子情報通信学会技術研究報告』,J87-C(9),703-711,2004）
- 「ミリ波フィルタ用誘電体円板共振器の設計に関する検討」（共著,『電子情報通信学会技術研究報告』,103(288),27-32,2003）
- 「ウィスパリングギャラリーモード共振器法における誘電正接測定精度に関する検討」（共著,『電子情報通信学会技術研究報告』,103(288),21-26,2003）
- 「多重結合誘電体円板共振器の結合特性に関する検討」（共著,『電子情報通信学会技術研究報告』,103(287),9-12,2003）
- 「ウィスパリングギャラリーモード共振器を用いたミリ波複素誘電率測定法の精度に関する検討」（共著,『電子情報通信学会論文誌』,J6-C(2),147-154,2003）
- 「空洞共振器摂動法によるプラスチック樹脂材料の複素誘電率測定」（共著,『電子情報通信学会技術研究報告』,102(123),43-46,2002）
- 「WGモード誘電体円板共振器を用いたミリ波バンドパスフィルタに関する検討」（共著,『電子情報通信学会技術研究報告』,102(123),39-42,2002）
- A low-loss millimeter wave bandpass filter using whisper-gallery mode dual disk resonator (共著,IEICE Trans. on Electronics, Vol.E-84-C,No.10,2001)
- An analysis for whispering gallery modes on a millimeter wave dielectric disk resonator by a point matching method (共著,IEICE Trans. on Electronics, Vol.E-84-C, No.8, 2001)
- 「ウィスパリングギャラリモード共振器による100GHz帯複素誘電率測定」（共著,『電子情報通信学会論文誌』,Vol.J-84-C, No.8, 2001）
- 「ウィスパリングギャラリモード共振器を用いたミリ波帯における誘電体材料の温度特性の測定」（共著,『電子情報通信学会論文誌』,Vol.J-83-C, No.9, 2000）
- 「ウィスパリングギャラリモード共振器を用いた低誘電率誘電体材料のミリ波複素誘電率測定」（共著,『電子情報通信学会論文誌』,Vol.J-83-C, No.6, 2000）

## 受章等
- 2000年　China-Japan Joint Meeting on Microwaves (Best Paper Award)受賞